# Francesco Griffo

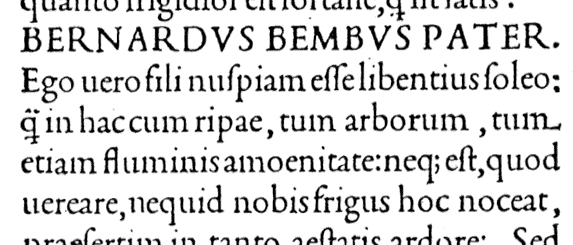
Griffo's romein uit Petri Bembi de Aetna ad Angelum Chabrielem liber (1496)

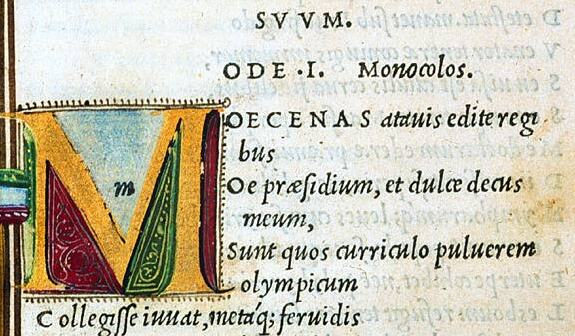
Griffo's eerste cursief (1501)

Francesco Griffo, ook genoemd Francesco da Bologna (Bologna, 1450 – aldaar, 1518) was een Italiaans stempelsnijder, letterontwerper en drukker. 
Hij werd opgeleid door Nicolas Jenson en ging in Venetië werken voor Aldus Manutius. In samenwerking met die laatste ontwierp hij verscheidene lettertypen, waaronder antiqua's die bij de eerste alternatieven voor gotische letters waren, alsook het eerste cursieve type. Zijn romeinen vertonen een graad van kalligrafische abstractie die niet te vinden is in het werk van Jenson.
Toen Manutius van de Venetiaanse overheid een monopolie bekwam op het gebruik van cursieve en Griekse letters, kreeg hij ruzie met Griffo, die ging werken voor de Hebreeuwse uitgever Gershom Soncino. 
In 1516 keerde Griffo terug naar Bologna om zich te vestigen als drukker-uitgever. Datzelfde jaar nog werd hij aangeklaagd voor moord op zijn schoonzoon, die met een ijzerstaaf was doodgeslagen. Aangezien hij daarna niet meer voorkomt in de bronnen, wordt aangenomen dat hij geëxecuteerd is.
Een moderne interpretatie van een van zijn letters is de Monotype Bembo, die gebaseerd is op een romein die hij gebruikte voor een boek van Pietro Bembo (Petri Bembi de Aetna ad Angelum Chabrielem liber, 1496).
- Gemeinsame Normdatei: 140325298
- International Standard Name Identifier: 0000 0004 4506 9167
- Library of Congress Control Number: nb99150041
- Istituto Centrale per il Catalogo Unico: BVEV056378
- SNAC: w6kw7cbr
- Virtual International Authority File: 51189284